# Shajing, Guangxi
Shajing (kinesiska: 沙井镇, 沙井) är en köping i Kina. Den ligger i den autonoma regionen Guangxi, i den södra delen av landet, nära eller i regionhuvudstaden Nanning.
Genomsnittlig årsnederbörd är 2 017 millimeter. Den regnigaste månaden är augusti, med i genomsnitt 423 mm nederbörd, och den torraste är januari, med 34 mm nederbörd.